# Ораниенбаумский спуск
Ораниенба́умский спуск — спуск (проезд) в городе Петергофе Петродворцового района Санкт-Петербурга. Проходит от Собственного проспекта и Знаменской улицы до Нижней дороги и Ораниенбаумского шоссе.

## История
С 1780-х годов до второй четверти XIX века иногда включался в состав дороги из города Ораниенбаума в Петербург.
В 1890—1940-х годах входил в состав Рубинштейнской улицы, которая получила такое название в 1894 году после смерти композитора А. Г. Рубинштейна, имевшего здесь дачу. Однако затем Рубинштейнская улица была включена в состав бульвара Красных Курсантов и Ораниенбаумского шоссе. Неофициально северная часть улицы с 1940-х годов называлась Ораниенбаумским спуском, так же названа автобусная остановка. Спуск проходит по Литориновому уступу.
25 июля 2012 года фрагменту улицы Красных Курсантов от Манежной улицы до перекрёстка Собственного и Санкт-Петербургского проспектов было возвращено название Рубинштейнская улица. Другой бывший фрагмент бывшей Рубинштейнской улицы — часть Ораниенбаумского шоссе от перекрёстка Знаменской улицы и Собственного проспекта до Нижней дороги — стал Ораниенбаумским спуском.
Ораниенбаумский спуск — один из двух проездов в Петербурге со статусом «спуск» (см. также Манежный спуск в Ломоносове).